# ان-نیتروسونورنیکوتین
ان-نیتروسونورنیکوتین (به انگلیسی: N-Nitrosonornicotine) با فرمول شیمیایی C۹H۱۱N۳O یک ترکیب شیمیایی با شناسه پاب‌کم ۲۷۹۱۹ است. که جرم مولی آن 177.203 g/mol می‌باشد. شکل ظاهری این ترکیب، مایع روغنی زرد است.